# جبل العبلة
جبل العبلة أحد جبال مكة المكرمة، يقع الجبل شمال المسجد الحرام في الحجون وتوجد في أسفله عين جهينة التي تضم 5 شعاب وأودية. 
سمي بهذا الاسم نسبة ل«جهين ابن قضاعة» حيث أنه قيل أنه ولد هناك. يصل ارتفاعه إلى 2060 متر. يتواجد في الجبل بعض من الحيوانات مثل الوبر والنيص والقليل من قرود البابون ويشرف بأحد سفوحه على شارع إبراهيم الخليل [1]
يوجد بالجبل بعض النباتات مثل العرعر والزعتر الجبلي والحماط والتوت البري العربي لكن للاسف هذا الجبل الآن أصبح دمار بعد هدمه والبناء عليه وتخطيطه تم تدمير طبيعة مكة الجبلية حيث أن مكة تحولت من «أم الجبال» إلى «أم الرمال».